# 安的列斯鋸尾鯊
安的列斯锯尾鲨（学名：Galeus antillensis），又稱安的列斯蜥鮫，為軟骨魚綱真鯊目猫鲨科鋸尾鯊屬的一個種，分布於中西大西洋佛羅里達海峽、牙買加、伊斯帕尼奧拉島、波多黎各、背風群島和馬提尼克島海域，深度150至700公尺，本魚體修長，頭部有些扁平，鼻子又長又尖。水平橢圓形的眼睛具有瞬膜，後面有微小的氣孔，眼睛下方沒有明顯的脊線，鼻孔被前緣上的三角形皮膚瓣分開，嘴巴短、寬、彎曲，角部有相當長的皺紋。齒數約上排56排、下排52排，兩個背鰭的頂端是鈍的，第一個背鰭起點位於腹鰭基部中點後方，第二背鰭幾乎與第一背鰭一樣大，起源於臀鰭基部中點後面，胸鰭相當大且寬，有圓角，腹鰭和臀鰭低且有稜角，體色為大理石色，通常由少於11個深棕色馬鞍斑，沿著背部和尾巴有斑點，腹面平坦且呈白色，口腔內部黑色，棲息在大陸坡，可能成群活動，屬肉食性，以甲殼類為食，卵生，生活習性不明。